# Aleuroclava magnoliae
Aleuroclava magnoliae es un hemíptero de la familia Aleyrodidae, con una subfamilia: Aleyrodinae. Fue descrita científicamente en 1952 por Takahashi.